# Álex Crivillé
Crivillé  Tapias est un nom espagnol. Le premier nom de famille, en général paternel, est Crivillé ; le second, en général maternel, souvent omis, est Tapias.
Àlex Crivillé Tapias, né le 4 mars 1970 à Seva (province de Barcelone), est un pilote de vitesse moto espagnol, champion du monde des 500 cm3 en 1999.
En 2002 il reçoit la Creu de Sant Jordi, distinction décernée par la Generalitat de Catalogne.

## Biographie
Álex Crivillé nait à Barcelone, en Catalogne. Il falsifie son âge afin de commencer à concourir à l'âge de 14 ans en 1985, l'âge minimum pour une licence étant alors de 15 ans en Espagne. Cette année-là, il a remporté le Critérium Solo Moto, une série nationale pour les motos de route Honda de 75 cc.

## Carrière
Crivillé débute en 1992 en MotoGP, catégorie reine du championnat du monde, sur Honda. Il remporte son premier Grand Prix aux Pays-Bas et finit huitième du championnat. Il termine encore huitième du championnat en 1993, sixième en 1994, puis quatrième en 1995, remportant une victoire sur le circuit de Barcelone.
En 1996, il termine second du championnat, avec deux victoires en Autriche et République tchèque puis, en 1997, il termine quatrième avec deux victoires en Espagne et en Australie.
Troisième du championnat en 1998 derrière Mick Doohan et Biaggi, avec deux victoires en Espagne et en France, il profite de la retraite de Doohan en 1999 pour devenir champion du monde, avec six victoires : en Espagne, en France, en Italie, en Catalogne, en Grande-Bretagne et à Saint-Marin. 
En 2000, il ne termine que neuvième du championnat, avec une seule victoire, en France.
En 2001, toujours sur Honda, il termine huitième du championnat et ne remporte aucune victoire. Alors qu'il devait courir sur Yamaha en 2002, il décide de mettre fin à sa carrière.

## Palmarès
Álex Crivillé compte 20 victoires et 66 podiums en Grand Prix.
- Vice-champion 80 cm³ en 1988 (Derbi) ;
- Champion du monde 125 cm³ en 1989 (JJ Cobas) ;
- Vice-champion 500 cm³ en 1996 (Honda) ;
- Champion du monde 500 cm³ en 1999 (Honda).